# وصمة عار (فلم)
وصمة عار فيلم مصري مقتبسة عن قصة الروائي المصري نجيب محفوظ (الطريق).

## القصة
والفيلم يتحدث عن شخصية مختار الذي تموت أمه وتعلمه أثناء لحظة وفاتها بأن والده لايزال على قيد الحياة وانه يقيم في مدينة القاهرة وانه يجب أن يذهب إليه ليضمن له الحياة الكريمة، يتعرف على صحفية تدعى الهام وتحاول مساعدته في العثور على والده لكن دون جدوى، حتى يصادف العديد من المتاعب والمشاكل وينفق كل نقوده على القمار، ويلجأ إلى قتل صاحب الفندق الذي يقيم فيه ليضمن الحصول على المال بعد بيع الفندق، بعد تحريض من زوجة صاحب الفندق التي تقيم علاقة معه، فتقتل على يد عشيقها الثاني (يوسف شعبان) ليستحوذ على المال وحده ويوقع بمختار بفخ ويقبض عليه البوليس ويودي به إلى المشنقة ويعدم على جريمة لم يرتكبها بينما افلت من الجريمة السابقة التي ارتكبها.

## بطولة
| - نور الشريف: مختار - يسرا: إلهام - يوسف شعبان: فرج - شهيرة: كريمة - محمد توفيق: خليل أبوالنجا | - هدى سلطان: عزيزة مهران - أحمد غانم: علي السريقوسي - مريم فخر الدين: أم إلهام - نعيمة الصغير: نور القواده | - حسن حسين: بهجت المحامي - حمدي يوسف: الدكتور السيد الجميعي - رأفت راجي: إبراهيم الجميعي - ضابط شرطة - محمد أبو حشيش: الممرض | - أحمد رضوان - كمال الزيني: إحسان - رمسيس مرزوق - ميرنا لوي |

## إداريون
| - نجيب محفوظ: قصة - مصطفى محرم: سيناريو وحوار - أشرف فهمي: مخرج - أحمد كمال: كلاكيت - على العسال: ملاحظ السيناريو - مها المشري: مخرج مساعد - محمود الخولي: مخرج مساعد | - رمسيس مرزوق: مدير التصوير - محمد شاكر: مصور - يحيى عباس: م. مصور - سعيد الشيخ: مونتير - مارسيل صالح: نيجاتيف - مها رشدي: مركبة الفيلم - جميل عزيز: مهندس الصوت | - إبراهيم طاهر: م. صوت - سيد رحيم: م. مسجل الحوار - محمد سليمان: م. صوت - عباس بسيونى: مسجل الحوار - محمد الحبشي: م. إنتاج - فوزية إبراهيم: إدارة الإنتاج - وجيه اسكندر: منتج | - أفلام الطليعة (وجيه إسكندر وشركاه): الإنتاج والتوزيع الداخلي - سيد إسماعيل: منتج منفذ - أفلام البلجون (المؤسسة السعودية للسينما: التوزيع الخارجي - نادية صديق: كوافير - حمدي رأفت: ماكيير - حمدي أحمد: ماكيير - جمال رمضان: ماكيير | - سعيد حماد: كوافير - عمر خيرت: الموسيقى التصويرية - محمد جوهر: مصور فوتوغرافي - محمد بكر: مصور فوتوغرافيا - الدسوقي محمود: إكسسوار - عباس صابر: إكسسوار - فهيم حماد: منفذ الديكور | - أنسي أبو سيف: مهندس المناظر - سعد عبد الرحمن: رئيس شئون المعامل - صلاح عبد الحليم: المدير العام - معامل مدينة السينما: الطبع والتحميض - هشام بيومى: م. ريجيسير - علي وجدي: ريجيسير - حسن الشاعر: مؤثرات حية |

## فيلم سابق
وسبق لهذه الرواية أن أنتجت سينمائيا في الستينات وقام بالأدوار الرئيسية في الفيلم رشدي أباظة سعاد حسني وشادية.